# Tillandsia boliviana
Tillandsia boliviana là một loài thuộc chi Tillandsia. Đây là loài đặc hữu của Bolivia.